# Michel II Danican Philidor
Michel II Danican Philidor (1610 circa – 1679 circa) è stato un musicista francese.

## Biografia
« Cromorno e tromba marina de la Grande Écurie du Roi, dal 31 luglio 1651, secondo un manoscritto di Michel de La Barre si apprende che l'oboe venne rinnovato, agli inizi del XVII secolo, da Philidor e Hotteterre. Secondo alcuni musicologi, furono in effetti Michel II Philidor e Jacques Hotteterre che misero a punto un miglioramento degli oboe, dando loro la forma che conobbero Purcell, Johann Sebastian Bach, Haendel e Rameau. Sembra siano state utilizzate per la prima volta nell'esecuzione del balletto l’Amour malade di Lully il 17 gennaio 1657 al Louvre. Fu un successo : i nuovi strumenti potevano tradurre tutti i sentimenti; avevano la « dolcezza del flauto a becco » ma « più forza e varietà ». Il suo incarico alla Grande Écurie passò a suo nipote André il 12 ottobre 1659.